# Consolazione alla moglie
La Consolazione alla moglie (Παραμυθητικὸς πρὸς τὴν γυναῖκα - Consolatio ad uxorem) è un'operetta, in forma epistolare, di Plutarco tramandata nei suoi Moralia.

## Struttura
La breve lettera, compresa nel n. CXII nel cosiddetto Catalogo di Lampria, fu composta da Plutarco per l'amata moglie Timossena in occasione della morte improvvisa della loro figlioletta di appena due anni e che portava il nome della madre. La bimba era l'ultima, dopo quattro ragazzi, due dei quali già morti, il più grande (forse Soclaro) e l'"onesto" Carone.
Plutarco deve aver scritto la lettera nell'intervallo tra l'aver appreso la notizia a Tanagra e il ricongiungimento con sua moglie a Cheronea, che dista oltre quaranta miglia in linea d'aria - un viaggio di uno o due giorni. Presumibilmente la lettera è stata scritta a Tanagra e inviata in anticipo a Timossena, ancora straziata dal dolore, come Plutarco stesso scrive nell'esordio:
(II 1, trad. A. D'Andria)
In questo saggio, dunque, di grande delicatezza, la selezione e l'adattamento degli argomenti tradizionali legati alla morte di un caro sono in parte influenzati dalle circostanze particolari (la morte della loro figlia per bambini) e in parte dalla sua filosofia platonica.

## Analisi critica
Molti degli scritti di Plutarco, come questo, sono probabilmente bozze trovate tra le sue carte dopo la sua morte; questa lettera, quindi, potrebbe non essere stata pubblicata da Plutarco, ma edita dai suoi eredi letterari, anche se le consolationes in forma epistolare erano spesso, come altre lettere, scritte per la pubblicazione.
I temi della Consolatio plutarchea sono tradizionali, comuni in tutti i generi letterari e specialmente nel genere della consolatio, che per la sua destinazione d'uso ha carattere abbastanza estemporaneoː di conseguenza, lo scrittore ha una ragione in più per avvalersi di argomenti tradizionali, modificandoli per soddisfare le particolari circostanze.